# Тамбовский район (Амурская область)
Тамбовский райо́н — административно-территориальная единица (район) и муниципальное образование (муниципальный район) в Амурской области России.
Административный центр — село Тамбовка.

## География
Район расположен на юго-западе Зейско-Буреинской равнины. Площадь территории — 2,5 тыс. км².

## История
Район образован 4 января 1926 года в соответствии с Декретом ВЦИК РСФСР в составе Амурского округа Дальневосточного края. 30 июля 1930 Амурский округ, как и большинство остальных округов СССР, был упразднён, его районы отошли в прямое подчинение Дальневосточного края. 20 октября 1932 года решением ВЦИК и СНК РСФСР о новом территориальном делении и районировании края район был включён в состав созданной Амурской области. 25 января 1944 года указом Президиума Верховного Совета РСФСР в результате разукрупнения был образован Константиновский район.
С 1 января 2006 года в соответствии с Законом Амурской области от 11 июня 2005 года № 29-ОЗ на территории района образованы 15 муниципальных образований (сельских поселений). 30 июня 2011 года в соответствии с Законом Амурской области № 498-ОЗ в состав Тамбовского сельсовета включены упразднённые Привольненский и Придорожненский сельсоветы.
В апреле 2022 года Тамбовский район был преобразован в Тамбовский муниципальный округ.

## Население
| 1990    | 1995    | 2000    | 2001    | 2002    | 2003    | 2004    | 2008    |
| ------- | ------- | ------- | ------- | ------- | ------- | ------- | ------- |
| 25 816  | ↘25 086 | ↘24 909 | ↗25 100 | ↘25 049 | ↘25 000 | →25 000 | ↗25 473 |
| 2009    | 2010    | 2011    | 2012    | 2013    | 2014    | 2015    | 2016    |
| ↘25 446 | ↘22 671 | ↗22 679 | ↗22 702 | ↘22 490 | ↘22 138 | ↘21 860 | ↘21 794 |
| 2017    | 2018    | 2019    | 2020    | 2021    | 2023    |         |         |
| ↘21 560 | ↘21 456 | ↘21 187 | ↘20 845 | ↗20 969 | ↘20 534 |         |         |

Плотность населения — 8.21 человека на 1 км².

## Муниципально-территориальное устройство
В Тамбовский район входят 11 муниципальных образований со статусом сельских поселений:
| №  | Сельское поселение            | Административный центр | Количество населённых пунктов | Население (чел.) | Площадь (км²) |
| -- | ----------------------------- | ---------------------- | ----------------------------- | ---------------- | ------------- |
| 1  | Жариковский сельсовет         | село Жариково          | 2                             | ↘740             | 148,90        |
| 2  | Козьмодемьяновский сельсовет  | село Козьмодемьяновка  | 4                             | ↘1939            | 356,88        |
| 3  | Куропатинский сельсовет       | село Куропатино        | 4                             | ↘738             | 129,87        |
| 4  | Лермонтовский сельсовет       | село Лермонтовка       | 1                             | ↘670             | 82,71         |
| 5  | Муравьёвский сельсовет        | село Муравьёвка        | 2                             | ↘651             | 244,17        |
| 6  | Николаевский сельсовет        | село Николаевка        | 1                             | ↘908             | 115,12        |
| 7  | Новоалександровский сельсовет | село Новоалександровка | 2                             | ↘1438            | 224,44        |
| 8  | Раздольненский сельсовет      | село Раздольное        | 3                             | ↗2324            | 345,00        |
| 9  | Садовский сельсовет           | село Садовое           | 3                             | ↗1912            | 174,30        |
| 10 | Тамбовский сельсовет          | село Тамбовка          | 4                             | ↘8838            | 352,74        |
| 11 | Толстовский сельсовет         | село Толстовка         | 1                             | ↗811             | 90,21         |

Законом Амурской области от 30 июня 2011 года № 498-ОЗ были упразднены Привольненский и Придорожненский сельсоветы, влитые в Тамбовский сельсовет.
Законом Амурской области от 7 мая 2015 года № 536-ОЗ был упразднён Красненский сельсовет, влитый в Куропатинский сельсовет.
Законом Амурской области от 7 мая 2015 года № 537-ОЗ был упразднён Лазаревский сельсовет, влитый в Козьмодемьяновский сельсовет.

### Населённые пункты
В Тамбовском районе 27 населённых пунктов.
| №  | Населённый пункт  | Тип  | Население | Муниципальное образование     |
| -- | ----------------- | ---- | --------- | ----------------------------- |
| 1  | Гильчин           | село | ↗381      | Раздольненский сельсовет      |
| 2  | Духовское         | село | ↗94       | Куропатинский сельсовет       |
| 3  | Жариково          | село | ↘610      | Жариковский сельсовет         |
| 4  | Козьмодемьяновка  | село | ↘1449     | Козьмодемьяновский сельсовет  |
| 5  | Корфово           | село | ↗72       | Куропатинский сельсовет       |
| 6  | Косицино          | село | ↗703      | Тамбовский сельсовет          |
| 7  | Красное           | село | ↗249      | Куропатинский сельсовет       |
| 8  | Куропатино        | село | →482      | Куропатинский сельсовет       |
| 9  | Лазаревка         | село | ↘314      | Козьмодемьяновский сельсовет  |
| 10 | Лермонтовка       | село | ↘670      | Лермонтовский сельсовет       |
| 11 | Лиманное          | село | →153      | Новоалександровский сельсовет |
| 12 | Липовка           | село | →131      | Козьмодемьяновский сельсовет  |
| 13 | Лозовое           | село | ↘821      | Садовский сельсовет           |
| 14 | Муравьёвка        | село | ↘480      | Муравьёвский сельсовет        |
| 15 | Николаевка        | село | ↘908      | Николаевский сельсовет        |
| 16 | Новоалександровка | село | ↗1345     | Новоалександровский сельсовет |
| 17 | Орлецкое          | село | ↗212      | Садовский сельсовет           |
| 18 | Привольное        | село | ↗356      | Тамбовский сельсовет          |
| 19 | Придорожное       | село | ↘523      | Тамбовский сельсовет          |
| 20 | Раздольное        | село | ↗1859     | Раздольненский сельсовет      |
| 21 | Резуновка         | село | ↗193      | Муравьёвский сельсовет        |
| 22 | Рощино            | село | ↘146      | Раздольненский сельсовет      |
| 23 | Садовое           | село | ↘865      | Садовский сельсовет           |
| 24 | Свободка          | село | ↗178      | Жариковский сельсовет         |
| 25 | Тамбовка          | село | ↗7394     | Тамбовский сельсовет          |
| 26 | Толстовка         | село | ↗811      | Толстовский сельсовет         |
| 27 | Чуевка            | село | ↘178      | Козьмодемьяновский сельсовет  |

## Экономика
Основная отрасль экономики района — сельское хозяйство.

## Транспорт
Автомобильные дороги областного значения:
Тамбовка — Толстовка — Благовещенск;
Тамбовка — Ивановка — Белогорск;
Тамбовка — Екатеринославка;
Тамбовка — Завитинск (Райчихинск);
Тамбовка — Константиновка.
Развито внутрирайонное сообщение.

## Достопримечательности
На территории района расположен орнитологический заказник «Муравьёвский».